# Ilja Georgijewitsch Beljajew
Ilja Georgijewitsch Beljajew (russisch Илья Беляев, englische Schreibweise Ilya Belyaev; * 9. August 1990 in Moskau) ist ein ehemaliger russischer Tennisspieler.

## Karriere
Sein erstes Profimatch bestritt Beljajew 2007 auf der drittklassigen ITF Future Tour. Ein Jahr später trat er regelmäßig bei Turnieren an und gewann neben vier Futures im Doppel auch ein Future im Einzel. In Pensa und Saransk konnte er auch seine ersten Siege auf Challenger-Niveau verbuchen. Ende 2008 stand er jeweils im Einzel und Doppel in den Top 500 der Tennisweltrangliste. Im Jahr 2009 gelang Beljajew im kasachischen Almaty in sein erstes Challenger-Halbfinale einzuziehen. Darüber hinaus stand er in Moskau und St. Petersburg zweimal kurz vor dem Sprung in sein erstes Hauptfeld auf der ATP Tour, verlor jedoch beide Male in der letzten Qualifikationsrunde. Im Doppel kam er dank einer Wildcard noch zu seinem einzigen ATP-Doppelmatch. In diesem verlor er an der Seite von Filipp Dawydenko zum Auftakt.
2010 wurde das beste Jahr seiner Karriere. Mit Platz 272 im Einzel sowie Rang 221 im Doppel erreichte er jeweils sein Karrierehoch. Im Einzel konnte er neben zwei Futures auch sein erstes ATP-Hauptfeld erreichen. In Moskau kämpfte er sich durch die Qualifikation, blieb gegen Oleksandr Dolhopolow jedoch chancenlos. Im Doppel gewann der Russe neben drei Futures in Saransk auch seinen einzigen Challenger-Titel. Im Jahr 2011 fiel er schnell wieder aus den Top 300 und konnte im Einzel nur noch einen weiteren Future-Titel gewinnen. Seit 2012 spielt er keine Turniere mehr. In seiner Karriere kam er auf einen Challenger- und 13 Futuretitel.

## Erfolge
| Legende (Anzahl der Siege)  |
| Grand Slam                  |
| ATP World Tour Finals       |
| ATP World Tour Masters 1000 |
| ATP World Tour 500          |
| ATP World Tour 250          |
| ATP Challenger Tour (1)     |

### Doppel

#### Turniersiege
| Nr. | Datum          | Turnier | Belag | Partner        | Finalgegner                     | Ergebnis          |
| --- | -------------- | ------- | ----- | -------------- | ------------------------------- | ----------------- |
| 1.  | 1. August 2010 | Saransk | Sand  | Michail Jelgin | Denys Moltschanow Artem Smyrnow | 3:6, 7:66, [11:9] |